# Olšovany
Olšovany (Hongaars: Ósva) is een Slowaakse gemeente in de regio Košice, en maakt deel uit van het district Košice-okolie.
Olšovany telt 597 inwoners.